# Conchifera
I Conchiferi (Conchifera, Gegenbaur, 1878) sono un subphylum del phylum dei molluschi.
Comprende le seguenti classi:
- Gastropoda
- Scaphopoda
- Rostroconchia†
- Cephalopoda
- Bivalvia
- Monoplacophora
- Helcionelloida†

Invero, considerare Helcionelloida e Rostroconchia estinti, significherebbe considerarli parafiletici, e ciò non è scientificamente corretto, dato che filogeneticamente agli Helcionelloida, che sono particolari monoplacofori, appartengono i Gastropoda, i Cephalopoda, gli Scaphopoda ed i Rostroconchia, i quali, questi ultimi hanno portato ai Bivalvia, che infatti SONO particolari Rostroconchia. Quindi, in realtà, Helcionelloida e Rostroconchia non si sono affatto estinti.